# Nos plus belles années (film, 1956)
Pour les articles homonymes, voir Nos plus belles années.
Pour plus de détails, voir Fiche technique et Distribution.
Nos plus belles années (I giorni più belli) est un film italien réalisé par Mario Mattoli et sorti en 1956.

## Synopsis
Mario Valentini est un entrepreneur ambitieux ; il convoite un terrain situé dans un quartier en mutation de sa ville, sur lequel est bâti une école primaire privée, afin de construire sur cette propriété foncière un ensemble immobilier. Son projet est déjà bien élaboré, les plans ont été conçus par un architecte et le financement est quasiment assuré par une banque. Il lui reste un épineux problème à régler pour le finaliser, l'acceptation, par mademoiselle Marini, la directrice de l'école, de la délocalisation de son établissement. Cette vieille enseignante méritante, très attachée à ce lieu d'enseignement, est obstinément opposée à ce départ et a toujours refusé les offres sonnantes et trébuchantes de Valentini.
Quand Valentini apprend que son fils Gianni vient de faire la connaissance de Giulia, la nièce de l'enseignante, il pense tirer profit de cette opportune circonstance. Il promet une voiture de course à Gianni, un passionné d'automobile, si, par l'intermédiaire de Giulia, mademoiselle Marini accepte enfin l'expropriation de l'école. Les deux jeunes gens ne tardent pas à tomber amoureux mais Giulia met fin à la relation quand elle apprend le lien filial de Gianni.
Quand un élève est accidenté et la responsabilité de l'enseignante se trouve engagée, Mario Valentini intervient auprès de l'inspection académique pour qu'une enquête soit diligentée. Le jour de l'enquête, mademoiselle Marini peut compter sur une forte mobilisation ; des notables et d'anciens élèves sont venus la soutenir et demander à l'inspecteur le maintien de l'établissement scolaire...

## Fiche technique
- Titre original : I giorni più belli
- Titre français : Nos plus belles années
- Réalisation : Mario Mattoli
- Scénario : Fede Arnaud, Sandro Continenza, Ruggero Maccari, Ettore Scola
- Musique : Roman Vlad
- Décors : Piero Filippone
- Photographie : Mario Montuori
- Montage : Roberto Cinquini
- Production : Silvio Clementelli
- Société de production : Erredi Film
- Sociétés de distribution : Cinédis
- Pays :  Italie
- Langue : italien
- Format : Noir et blanc - 35 mm - Mono
- Genre : Comédie
- Durée: 100 minutes
- Dates de sortie : 
  - France : 30 juillet 1956
  - Italie : 14 août 1956

## Distribution
- Franco Interlenghi : Gianni Valentini
- Vittorio De Sica : le banquier
- Mario Carotenuto : Mario Valentini
- Valeria Moriconi : Silvana
- Mario Riva : Nicola, le charcutier
- Riccardo Billi : Silvio Ceccarelli
- Andrea Checchi : un ancien élève
- Carlo Ninchi : un ancien élève
- Clelia Matania : Madame Valentini
- Emma Gramatica : Mademoiselle Marini
- Antonella Lualdi : Giulia
- Anna Campori : la mère de Carletto
- Giancarlo Zarfati : l'avocat
- Memmo Carotenuto : Tonino
- Amedeo Girard : le directeur de la banque
- Diana Dei : la caissière
- Mario Castellani : l'ingénieur de la banque
- Emilio Cigoli : un ancien élève
- Ugo D'Alessio : le napolitain qui note la plaque d'immatriculation
- Giacomo Furia : l'employé du petit train du Luna Park
- Alberto Sorrentino : l'huissier de l'inspecteur
- Carlo Tamberlani : le prêtre
- Edoardo Toniolo : l'inspecteur
- Nando Bruno
- Carlo Campanini
- Aldo Giuffré